# CB San Pablo Burgos
Maillots
Le CB San Pablo Burgos (précédemment connu sous le nom de CB Miraflores) est une équipe professionnelle de basket-ball de Burgos en Castille-et-León, en Espagne, qui joue au Coliseum Burgos, au sein de la LEB Oro, la deuxième division du championnat d'Espagne.

## Histoire
D'abord équipe de la ligue provinciale de Burgos, le CB Miraflores créé son équipe professionnelle en août 2015 dans le but de remplacer le Club Baloncesto Tizona, qui n’a pas pu monter en Ligue ACB à la fin de la saison 2014-2015. Le 28 août 2015, le club est admis en LEB Oro.
Lors de sa deuxième saison, le club se qualifie pour la Copa Princesa de Asturias et le 10 juin 2017, monte en Liga ACB après avoir remporté les playoffs d’ascension sans perdre de match. Miraflores remporte ainsi la quatrième promotion pour la ville de Burgos en cinq ans.
Pour sa première saison en première division, le CB Miraflores pêche par inexpérience avec une série de sept défaites en début de saison. Mais la victoire contre CB Murcie et l’arrivée de John Jenkins changent le cours de la saison des castillans. Ils terminent la saison à la 14e place et se maintiennent au sein de l'élite.
Deux ans plus tard, Miraflores fait ses débuts dans les compétitions européennes en battant Kiev Basket lors du second tour de qualification de la Ligue des champions de basket-ball 2019-2020. Cette première campagne européenne est couronnée de ce succès puisque le club de Burgos remporte la compétition en disposant de l'AEK Athènes en finale (85-74). Ce premier titre lui permet de disputer la Coupe intercontinentale FIBA en février 2021 à Bueno Aires qu'elle remporte également en battant la formation argentine de Quimsa en finale (82-73). Le 9 mai 2021, à l'issue du Final 8 de la Ligue des champions, Burgos conserve son titre en disposant en finale du Pınar Karşıyaka (64-59).
Le club est relégué en LEB Oro à l'issue de la saison 2021-2022.

## Effectif 2021-2022
| San Pablo Burgos Effectif actuel |    |                           |                           |
| Entraîneur : Paco Olmos          |    |                           |                           |
| Pivot                            | 1  | Drapeau de la Serbie      | Dejan Kravić              |
| Arrière                          | 2  | Drapeau du Royaume-Uni    | Kareem Queeley            |
| Meneur                           | 3  | Drapeau de l'Estonie      | Kristian Kullamäe         |
| Arrière                          | 6  | Drapeau de la Slovénie    | Aleksej Nikolić           |
| Pivot                            | 7  | Drapeau de la Biélorussie | Maksim Salash             |
| Arrière                          | 8  | Drapeau du Brésil         | Vítor Benite              |
| Ailier                           | 11 | Drapeau de l'Espagne      | Dani Díez                 |
| Ailier fort                      | 17 | Drapeau du Nigeria        | Suleiman Braimoh          |
| Ailier                           | 22 | Drapeau de l'Espagne      | Xavi Rabaseda             |
| Arrière                          | 25 | Drapeau des États-Unis    | Tyrus McGee               |
| Arrière                          | 27 | Drapeau de l'Espagne      | Marc García (basket-ball) |
| Pivot                            | 77 | Drapeau des États-Unis    | Stephen Zack              |
| (C) - Capitaine, Blessé          |    |                           |                           |

## Entraîneurs
Mise à jour à la fin de la saison 2018-2019
| Nom               | Période     | Matchs | V  | D  | PCT   |
| ----------------- | ----------- | ------ | -- | -- | ----- |
| Andreu Casadevall | 2015        | 9      | 5  | 4  | 55,6% |
| Diego Epifanio    | 2015-2019   | 142    | 78 | 64 | 54,9% |
| Joan Peñarroya    | 2019-2021   |        |    |    |       |
| Žan Tabak         | 2021        |        |    |    |       |
| Paco Olmos        | depuis 2022 |        |    |    |       |

## Saison par saison
| Saison    | Niveau | Championnat | Classement | V-D   | Copa del Rey     | Autres coupes                      | Autres coupes |
| --------- | ------ | ----------- | ---------- | ----- | ---------------- | ---------------------------------- | ------------- |
| 2015-2016 | 2      | LEB Oro     | 4e         | 22-17 |                  |                                    |               |
| 2016-2017 | 2      | LEB Oro     | 2e         | 33-10 |                  | Copa Princesa                      | 2e            |
| 2017-2018 | 1      | Liga ACB    | 14e        | 13-21 |                  |                                    |               |
| 2018-2019 | 1      | Liga ACB    | 11e        | 15-19 |                  |                                    |               |
| 2019-2020 | 1      | Liga ACB    | 10e        | 12-11 |                  | Ligue des champions de basket-ball | 1er           |
| 2020-2021 | 1      | Liga ACB    | 6e         | 22-14 | Quarts de finale | Ligue des champions de basket-ball | 1er           |

## Palmarès
- Ligue des Champions (2) :
  - Vainqueur : 2020 et 2021
- Coupe intercontinentale (1) :
  - Vainqueur : 2021

## Joueurs notables
- Anton Maresch
- Thomas Schreiner
- Deon Thompson
- Ægir Steinarsson
- Deividas Gailius
- Augustas Pečiukevičius
- Tadas Sedekerskis
- Justas Sinica
- Sebas Saiz
- Corey Fisher
- John Jenkins